# Área de Conservação da Paisagem de Kuimetsa
A Área de Conservação da Paisagem de Kuimetsa é um parque natural situado no condado de Rapla, na Estónia.
A sua área é de 46 hectares.
A área protegida foi designada em 1959 para proteger a área carstica Kuimetsa e seus arredores. Em 2007, a unidade de conservação foi reformulada para área de preservação paisagística.